# Willa Basnera w Sopocie
Willa Basnera w Sopocie – jedna z trzech najbardziej charakterystycznych rezydencji położonych w Sopocie nad brzegiem morza, przy ul. Chrobrego 48, róg al. Wojska Polskiego, nazywanej też przez mieszkańców al. Prominentów, należąca do zamożnego kupca zbożowego, handlarza nieruchomościami i kolekcjonera dzieł sztuki Friedricha Basnera (1869–1936). Inne nazwy willi: Dom Basnera, Sopocki Malbork i Willa Cadena.
Architekt Adolf Bielefeldt zaprojektował bryłę budynku nawiązując do architektury Pałacu Wielkiego Mistrza na zamku malborskim, parter przeznaczając do celów ekspozycyjnych, którą zrealizowano w latach 1909–1910 przy ówczesnej Wäldchenstrasse 48.
Rezydencja mieściła najbogatsze (np. w 1925 łącznie kilka tysięcy eksponatów) prywatne zbiory znajdujące się na wschód od Berlina, składające się z kolekcji przede wszystkim dzieł rzemiosła artystycznego, w tym mebli, wyrobów złotniczych i fajansów, oraz z obrazów malarzy włoskich, flamandzkich i niemieckich, w dużej mierze pochodzących z zasobów gdańskich. Zbiory te były udostępniane dla zwiedzających. Światowy kryzys gospodarczy zmusił właścicieli do sukcesywnej jej wysprzedaży (1927–1935). Jednym z nabywców było Muzeum Miejskie w Gdańsku (Stadtmuseum Danzig). W 1933, po śmierci Basnera, który zmarł po przeziębieniu, jakiego nabawił się po morskiej kąpieli, właścicielem rezydencji został Gerhard von Grass (1891–1975). W tym okresie willa pełniła funkcję pensjonatu.
Po II wojnie światowej willa pełniła rolę rządowej rezydencji wypoczynkowej, siedziby gdańskiej rozgłośni Polskiego Radia, przedszkola nr 1 (1951–1994), prywatnej rezydencji Lucjana Myrty (1994–1998), siedziby firmy „Cadena” (1998-), obecnie SMT Shipmanagement and Transport Gdynia Ltd Sp. z o.o. (2011-).